# Jeffersonville (Ohio)
Jeffersonville é uma vila localizada no estado norte-americano de Ohio, no Condado de Fayette.

## Demografia
Segundo o censo norte-americano de 2000, a sua população era de 1288 habitantes.
Em 2006, foi estimada uma população de 1239, um decréscimo de 49 (-3.8%).

## Geografia
De acordo com o United States Census Bureau tem uma área de
4,5 km², dos quais 4,4 km² cobertos por terra e 0,1 km² cobertos por água. Jeffersonville localiza-se a aproximadamente 323 m acima do nível do mar.

## Localidades na vizinhança
O diagrama seguinte representa as localidades num raio de 16 km ao redor de Jeffersonville.